# After the Thin Man
After the Thin Man é um filme estadunidense de 1936, uma comédia dirigida por W.S. Van Dyke com roteiro baseado em história de Dashiell Hammett.
O filme é a continuação de The Thin Man, de 1934.

## Sinopse
Charles está de volta a São Francisco, depois de ter resolvido um caso em Nova Iorque. Mais uma vez ele tenta solucionar um assassínio, pelo menos quando não está completamente embriagado.

## Elenco
- William Powell .... Nicholas 'Nick' Charles
- Myrna Loy .... Nora Charles
- James Stewart .... David Graham

- Elissa Landi .... Selma Landis

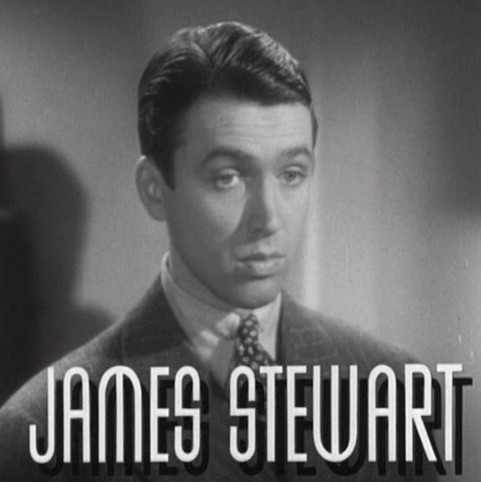
James Stewart em After the Thin man

- Joseph Calleia .... proprietário do Lichee Club
- Jessie Ralph .... tia Katherine Forrest
- Alan Marshall .... Robert Landis
- Sam Levene .... tenente Abrams
- George Zucco .... Dr. Adolph Kammer

## Principais prêmios e indicações
Oscar (EUA)
- Indicado na categoria de melhor roteiro[carece de fontes?]